# Костена Река
Ко́стена Река́ (болг. Костена река) — село в Шуменській області Болгарії. Входить до складу общини Шумен.

## Населення
За даними перепису населення 2011 року у селі проживали 49 осіб, усі — болгари.
Розподіл населення за віком у 2011 році:
Динаміка населення: